# Diocesi di Atribi
La diocesi di Atribi (in latino Dioecesis Athribitana) è una sede soppressa e sede titolare della Chiesa cattolica.

## Storia
Atribi, identificabile con il Tell Atrib nei pressi della moderna città di Banha, è un'antica sede episcopale della provincia romana dell'Augustamnica Seconda nella diocesi civile d'Egitto. Faceva parte del patriarcato di Alessandria ed era suffraganea dell'arcidiocesi di Leontopoli.
Il primo vescovo noto di questa antica diocesi è Isione, che aveva aderito allo scisma meleziano; il suo nome appare nella lista, trasmessa da Atanasio di Alessandria, dei vescovi meleziani che Melezio di Licopoli inviò all'arcivescovo Alessandro di Alessandria all'indomani del concilio di Nicea del 325. Isione rimase un acerrimo nemico di Atanasio, che accusò pubblicamente durante il concilio di Tiro del 335. Isione è ancora attestato durante il concilio di Sardica del 343/344.
Teodoro prese parte al concilio di Alessandria del 362, convocato da Atanasio di Alessandria per riportare la pace nella Chiesa, divisa tra niceni e ariani, e sottoscrisse la lettera sinodale, pubblicata nell'opera di Atanasio e nota come Tomus ad Antiochenus.
La lettera festale di Teofilo di Alessandria del 404 menziona il decesso del vescovo Isidoro, sostituito sulla sede di Atribi da Atanasio. Strategio e Eulogio parteciparono ai concili di Efeso (431) e di Calcedonia (451). Apollonio sottoscrisse nel 459 il decreto sinodale di Gennadio I di Costantinopoli contro i simoniaci. L'ultimo vescovo attribuito, con il beneficio del dubbio, a questa sede prima dell'invasione araba è Pafnuzio, attribuito al VI secolo.
Dal XIX secolo Atribi è annoverata tra le sedi vescovili titolari della Chiesa cattolica; la sede è vacante dal 24 maggio 1968.

## Cronotassi

### Vescovi di epoca bizantina
- Isione † (prima del 325 - dopo il 343/344)
- Teodoro † (menzionato nel 362)
- Isidoro † (? - circa 404 deceduto)
- Atanasio † (circa 404 - ?)
- Strategio † (menzionato nel 431)
- Eulogio † (menzionato nel 451)
- Apollonio † (menzionato nel 459)
- Pafnuzio ? † (VI secolo)

### Vescovi di epoca araba
- Michele † (inizi dell'VIII secolo)
- Zaccaria † (verso il 750)
- Menna † (inizi del IX secolo)
- Abramo † (inizi del IX secolo)
- Giovanni † (seconda metà dell'XI secolo)
- Teodoro † (seconda metà dell'XI secolo)

### Vescovi titolari latini
- Frederick Charles Hopkins, S.I. † (17 agosto 1899 - 10 aprile 1923 deceduto)
- Michael Buchberger † (13 novembre 1923 - 19 dicembre 1927 nominato vescovo di Ratisbona)
- Konstantyn Dominik † (20 gennaio 1928 - 7 marzo 1942 deceduto)
- Sylvester Philip Wang Tao-nan (Uamtaonan), O.F.M. † (9 giugno 1942 - 11 aprile 1946 nominato vescovo di Fengxiang)
- Louis-Marie-Joseph Durrieu, M.Afr. † (11 luglio 1946 - 4 luglio 1958 nominato vescovo di Ouahigouya)
- Henryk Grzondziel † (20 maggio 1959 - 24 maggio 1968 deceduto)